# Ataque a Reginald Denny
El ataque a Reginald Denny fue un acontecimiento en el que el ciudadano de raza blanca Reginald Oliver Denny, camionero de profesión, fue sacado a la fuerza de su vehículo y brutalmente golpeado durante los disturbios de Los Ángeles de 1992 por un grupo de hombres de raza negra conocidos como los «L.A. Four». La agresión fue captada en vídeo por un equipo de noticias a bordo de un helicóptero y retransmitida en directo por la televisión nacional.
Cuatro residentes de Los Ángeles también de raza negra, quienes habían presenciado lo ocurrido gracias a la retransmisión de las imágenes, acudieron en auxilio de Denny, quien fue nuevamente subido a su camión y llevado a un hospital. Reginald presentaba fractura craneal y dificultad para hablar y caminar, motivo por el que requirió varios años de rehabilitación. Tras una infructuosa demanda contra la Ciudad de Los Ángeles, Denny se mudó a Arizona, donde trabajó de manera independiente como mecánico de barcos y evitó aparecer en los medios.

## Contexto
Una grabación efectuada por un videoaficionado el 3 de marzo de 1991 mostraba a Rodney King, un conductor de raza negra, siendo brutalmente golpeado durante un arresto por varios oficiales del Departamento de Policía de Los Ángeles. La ofensa resultante de la absolución de los agentes provocó el estallido de una violenta revuelta en 1992.
Reginald nació el 21 de abril de 1953 en Lansing, Míchigan, y tenía 39 años al momento del ataque. Divorciado de su primera esposa en 1986, sus padres se habían mudado a Sylmar, en Los Ángeles, cuando Denny era niño.

## Ataque
Calificado de «imagen icónica» de los disturbios, el vídeo filmado por Los Angeles News Service desde un helicóptero muestra a Denny siendo sacado a la fuerza de su camión para acto seguido ser salvajemente golpeado: recibió puñetazos, patadas y un fuerte golpe con un bloque de cemento el primer día de las revueltas. Timothy Goldman, un residente que se hallaba filmando en la esquina de Florence Avenue y Normandie Avenue, registró parte de la agresión. El ataque es visto como un acontecimiento en el que Denny, un hombre de raza blanca, se convirtió en el objetivo de los rebeldes en respuesta a la brutalidad policial ejercida sobre King y a la creencia de que la justicia había fallado a la hora de proteger los derechos civiles de Rodney: 

Durante los disturbios de 1992 en Los Ángeles, siguiendo la absolución de los oficiales de policía de Los Ángeles en la paliza grabada en vídeo de Rodney King, un grupo de jóvenes negros sacaron a rastras al camionero blanco Reginald Denny de la cabina de su camión y le golpearon severamente casi hasta la muerte. Este ataque ha sido descrito como un vengativo crimen de odio que ocurrió en respuesta a la brutalidad policial contra Rodney King, y la difundida percepción pública de que el sistema judicial había fallado en proteger los derechos civiles de King.

El escritor Marvin D. Free fue uno de los que calificó la agresión a Denny como crimen de odio:

[...] indudablemente algunos de estos crímenes de odio involucraron a víctimas blancas (considérese el caso altamente publicitado de Reginald Denny quien fue sacado de su camión por cinco hombres afroamericanos y severamente golpeado tras la absolución de los oficiales de policía de Los Ángeles acusados de agredir a Rodney King) [...]

El 29 de abril de 1992, a las 17:39 horas, Denny subió a su camión de color rojo cargado con 24 toneladas de arena e inició el trayecto hasta una planta ubicada en Inglewood, donde la mercancía debía ser entregada. Reginald abandonó la Interestatal 110 y tomó un atajo a lo largo de Florence Avenue con el fin de llegar cuanto antes a su destino. Denny se encontraba escuchando «probablemente la KKLA-FM, un canal cristiano, o la estación nacional KZLA». A las 18:46 horas, tras acceder a la intersección con Normandie, varios rebeldes arrojaron piedras a las ventanillas del camión y Reginald escuchó cómo varios de los asaltantes le gritaban que detuviese el vehículo, forzándole a parar en mitad de la calle.
Antoine Miller subió al camión y abrió la puerta de la cabina, dándole la oportunidad a un hombre sin identificar de sacar a Denny del vehículo y arrojarlo al suelo. Henry Watson puso un pie en el cuello de Reginald con el fin de impedir que se levantase mientras un grupo de hombres lo rodeaba, propinándole Anthony Brown una patada en el abdomen. A medida que Watson se alejaba, otros dos hombres sin identificar se unieron a la agresión: uno de ellos lanzó una bombona de oxígeno sustraída del camión de Larry Tarvin (de más de dos kilos de peso) a la cabeza de Denny, mientras que el otro lo pateó y lo golpeó con un martillo de carpintero. La grabación muestra a Damian Williams arrojando un bloque de cemento a la cabeza de Reginald para después realizar un baile y una pose de victoria típica del mundo del fútbol y mostrar símbolos de pandillas callejeras a los miembros de Los Angeles News Service: Robert Tur (actualmente Zoey Tur) y Marika Gerrard. Tras el fin del ataque, algunos hombres lanzaron botellas de cerveza al cuerpo inconsciente de Denny y un rebelde registró sus bolsillos y robó su reloj, informando Tur y Gerrard de que no había presencia policial en la zona.
Cuatro residentes de raza negra del Sur de Los Ángeles (Bobby Green Jr., Lei Yuille, Titus Murphy y Terri Barnett), quienes habían visto lo ocurrido por televisión, fueron a socorrer a Denny. Green, también camionero, subió a Reginald al camión y condujo el vehículo hasta el Daniel Freeman Hospital, en Inglewood. Los paramédicos que atendieron a Denny informaron de que sufría un trauma severo y de que estaba a punto de morir cuando llegó al hospital (poco después de que Green llegase a la clínica, Reginald sufrió una convulsión). El cráneo de Denny presentaba 91 fracturas y algunos fragmentos se habían incrustado en el cerebro, mientras que su ojo izquierdo estaba tan gravemente dislocado que habría caído en la cavidad sinusal si los cirujanos que lo operaron no hubiesen reemplazado el hueso roto por un trozo de plástico. Pese a los esfuerzos llevados a cabo, Reginald tiene un hundimiento permanente en la parte posterior de la cabeza.

## «L.A. Four»
«L.A. Four» fue el apodo dado a Damian Williams, Henry Watson, Antoine Miller y Gary Williams, los primeros cuatro hombres acusados del ataque:
- Damian Monroe Williams, alias «Football» (17 de marzo de 1973), considerado el miembro de más alto perfil de los cuatro,[16] era un joven de 19 años, estrella del fútbol de su instituto.[17] Williams fue identificado en el vídeo gracias a un gran tatuaje en su brazo izquierdo vinculado a los Crips.[1] Damian fue descrito en informes de prensa y en registros judiciales como miembro de los 71 Hustlers, una afiliación de los Eight Trey Gangster Crips. Al momento de los hechos, Williams arrastraba numerosos arrestos aunque ninguna condena, calificándolo sus amigos como una persona generosa con los niños y un joven dedicado a cuidar a un hermano mayor que había resultado herido en un robo.[9] Williams enfrentó los cargos más graves de los cuatro, siendo eventualmente condenado por cuatro delitos menores y por mutilación simple. Sentenciado a diez años de cárcel, obtuvo la libertad tras servir cuatro años,[9] siendo nuevamente arrestado y condenado por su participación en el asesinato de un distribuidor de droga en 2000, delito por el que fue condenado a 46 años.[17]

- Henry Keith Watson era un marine y ex convicto de 27 años acusado de robo a mano armada. Tras su salida de prisión contrajo matrimonio y procreó una hija, teniendo dos trabajos al momento del ataque.[18]

- Antoine Eugene Miller (5 de mayo de 1972-8 de febrero de 2004) era un joven de 19 años que vivía con la familia de Damian Williams. La madre de Miller no pudo cuidar de él, motivo por el que cuando era niño fue enviado a vivir con su abuela. A los 12 años, su abuela mató a su abuelo durante una discusión y fue condenada por el crimen, dejando a Miller sin hogar. El joven ya había sido arrestado por cargos menores relacionados con drogas y conducción de vehículos así como por no comparecer ante los tribunales.[18] Miller murió asesinado por arma de fuego a los 31 años en un club nocturno de Hollywood en febrero de 2004.[19]

- Gary Anthony Williams era un hombre de 33 años descrito como un «vagabundo» y un «estafador» que solía mendigar en una gasolinera local. Pese a afirmar que trabajaba allí, el informe de su arresto lo describe como desempleado.[18]

## Juicios
El 12 de mayo, el jefe de policía de Los Ángeles Daryl Gates inició la búsqueda de tres de los atacantes, quienes habían sido identificados gracias al vídeo de la agresión. El propio Gates arrestó a Damian Williams: «Tenía muchas ganas de arrestarlo personalmente. Hice todo por mí mismo con la ayuda de cerca de 200 oficiales de policía». Por su parte, otros oficiales detuvieron a Henry Watson y Antoine Miller, mientras que Gary Williams se entregó poco después. Los cuatro fueron arrestados bajo sospecha de pertenecer a los 83 Gangster Crips.
El juez John W. Ouderkirk juzgó a Miller por separado bajo la premisa de que las fuertes evidencias contra Watson y Damian Williams podrían perjudicar su caso; Miller fue sentenciado a 17 meses de cárcel y a otros 27 de libertad vigilada. Gary Williams fue condenado a tres años de cárcel por tratar de asaltar a Denny con el fin de robarle y por haber asaltado a otro hombre.
Edi M.O. Faal fue el abogado defensor de Damian Williams, mientras que Earl C. Broadly fungió como abogado de Henry Watson, empezando el juicio de ambos el 28 de julio de 1993. Los dos estaban acusados del asalto a Denny y a cinco motoristas y dos bomberos que atravesaron la intersección de Florence y Normandie poco después del inicio de los disturbios el 29 de abril. En el juicio, Denny vio frente a frente a sus agresores por vez primera desde el ataque. El 12 de agosto de 1993 se formó un jurado compuesto por cinco personas de raza blanca, tres de raza negra, tres latinos y un asiático. El 19 de agosto, el fiscal del distrito Lawrence Morrison expuso su declaración inicial y una semana después la cinta de vídeo fue mostrada. Los médicos que atendieron a Denny describieron sus heridas y los esfuerzos que llevaron a cabo por curarlas, siendo los testigos de la agresión y los ciudadanos que acudieron en auxilio de Reginald los siguientes en testificar. Tras un descanso el 17 de septiembre, la defensa empezó a solicitar clemencia para los acusados el 20 de septiembre, tratando de reducir los hechos a un asalto sin premeditación, con Faal desafiando la evidencia que suponía la grabación del ataque y retratando a Williams como víctima de la pobreza y el racismo. En los argumentos finales, los abogados de la defensa afirmaron que Williams y Watson habían sido utilizados como chivos expiatorios en los disturbios. Por su parte, la acusación contraatacó argumentando que los dos habían intentado de forma consciente matar a Denny y que ninguno de ellos era una víctima, si bien los abogados de Williams lograron exponer con éxito el hecho de que el acusado no había intentado matar a Denny. Williams fue finalmente encontrado no culpable de intento de asesinato, asalto y mutilación agravada (mayhem en inglés), siendo condenado por cuatro delitos menores y por mutilación simple, mientras que Watson fue sentenciado por un delito de asalto menor. Durante un descanso en el juicio, Denny se acercó a la madre de Williams, Georgiana, y la abrazó. A Watson se le tuvo en cuenta el tiempo cumplido y fue condenado a tres años de libertad vigilada por los asaltos de Denny y el camionero Larry Tarvin. Por su parte, a Williams se le denegó fianza y fue sentenciado a un máximo de diez años por los asaltos a Denny y a otras cuatro personas el 7 de diciembre de 1993.

## Hechos posteriores
Denny trató de calmar las tensiones raciales asociadas con su asalto recordando a la prensa que la mayoría de sus rescatadores eran de raza negra, al igual que los médicos que lo atendieron. Reginald se hizo amigo de las cuatro personas que lo socorrieron, siendo Green contratado por la empresa para la que trabajaba Denny, Transit Mixed. Reginald también trató de mantener la paz con las familias de sus atacantes, afirmando que Watson «había tenido suficiente» con los 17 meses que había pasado en la cárcel a la espera de juicio. Watson pidió disculpas posteriormente a Denny durante una aparición en el programa The Phil Donahue Show, donde ambos se dieron la mano.
Como resultado de las lesiones sufridas durante el ataque, Reginald tuvo que someterse a rehabilitación durante años, habiendo resultado dañada, entre otros, su capacidad para poder hablar y caminar. Durante su recuperación, Denny recibió cerca de 27 000 tarjetas deseando su mejoría por parte de miembros de apoyo a la comunidad. Tras una infructuosa demanda contra la Ciudad de Los Ángeles, Denny se mudó a Arizona, cerca de Lake Havasu City, para trabajar de forma independiente como mecánico de embarcaciones a motor. Desde entonces, Reginald ha evitado los medios de comunicación y rara vez ha vuelto a hablar públicamente de los hechos.
En 1997, Damian Williams fue liberado antes de tiempo por buen comportamiento, si bien en 2003 fue sentenciado a una condena de 46 años a cadena perpetua por el asesinato en 2000 del distribuidor de droga Grover Tinner. Watson fue nuevamente arrestado y condenado a tres años por un caso relacionado con narcóticos; tras su puesta en libertad adquirió y operó un servicio de limusina en Los Ángeles. El 1 de febrero de 2004, Miller fue disparado a las afueras de un club nocturno en Hollywood durante un altercado y falleció en el Centro Médico Cedars-Sinaí el 8 de febrero a los 31 años. Gary Williams, Henry Watson y Damian Williams concedieron entrevistas sobre los disturbios para el documental de 2017 «Let It Fall: Los Angeles 1982-1992».

## Litigios
La mejor grabación disponible de la agresión de Denny fue la registrada por Marika Tur desde un helicóptero pilotado por su entonces esposo el reportero Robert Tur, operando ambos la compañía Los Angeles News Service (LANS). En su afán por cubrir los disturbios a medida que estos se desarrollaban, docenas de canales de televisión y de estaciones alrededor del mundo se dedicaron a copiar y emitir las imágenes captadas por LANS sin autorización. En respuesta, la empresa demandó poco después a todas ellas ante una corte federal por infracción de derechos de copyright; al menos una de estas demandas tuvo éxito, siendo el último caso finalmente cerrado en 2004. Solo unas pocas estaciones, la mayor parte en California, tenían acuerdos previos con LANS o estaban a la espera de un acuerdo antes de emitir el vídeo, motivo por el que no fueron demandadas.
En julio de 2006, LANS demandó a YouTube ante el Tribunal del Distrito de los Estados Unidos para el Distrito Central de California por infracción de copyright. LANS alegó que, en el espacio de una semana, una versión del vídeo subida por un usuario había sido vista cerca de 1000 veces a través del sitio web, argumentando que tal hecho dañaba su habilidad para licenciar la grabación. YouTube alegó juicio sumario en base al Online Copyright Infringement Liability Limitation Act, si bien este alegato fue denegado. LANS abandonó voluntariamente el caso sin reclamar daños y perjuicios, planeando en su lugar unirse a una acción contra YouTube en Nueva York. El sitio web apeló tanto el abandono del caso como el juicio sumario en curso, si bien la Corte de Apelaciones del Noveno Circuito de Estados Unidos rechazó finalmente esta apelación.